# ميخائيل بورسيل
ميخائيل بورسيل (بالإنجليزية: Michael Purcell)‏ هو محامي أسترالي، ولد في 6 سبتمبر 1945 في بريزبان في أستراليا، وتوفي في 5 يناير 2016.